# Gunndiode

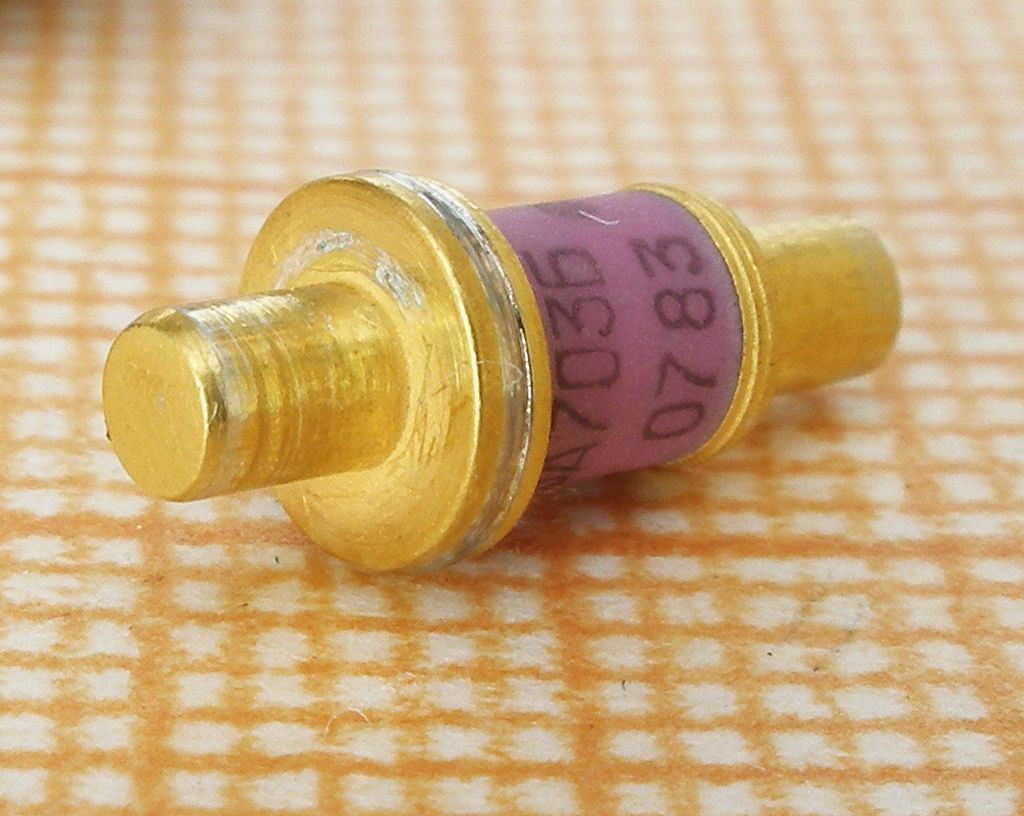
Gunndiode

Die Gunndiode oder Gunnelement ist ein elektronisches Halbleiter-Bauelement, das für die Mikrowellenerzeugung eingesetzt wird. Es handelt sich um keine Halbleiterdiode im eigentlichen Sinn, jedoch hat es sich bei diesem Bauelement etabliert, von Anode und Kathode zu sprechen, um zwischen dem positiven und negativen Kontakt zu unterscheiden. Grundlage der Funktion ist der 1963 von John Battiscombe Gunn entdeckte Gunneffekt.

## Aufbau

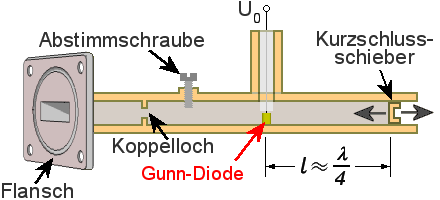
Aufbau eines Gunn-Oszillators in Hohlraumresonator

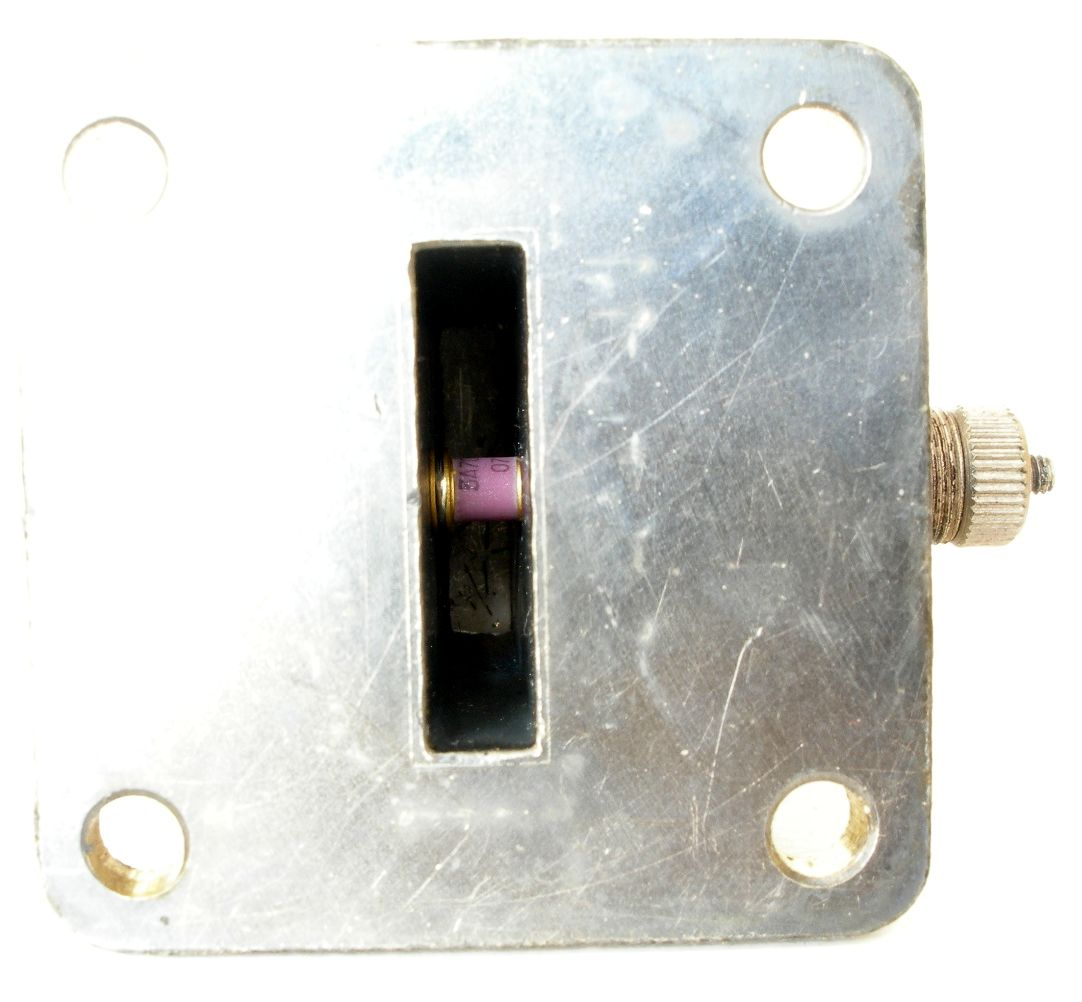
Blick auf den Flansch und in den Hohlleiter mit darin zentrisch angeordneter Gunndiode

Ein Gunnelement besteht nur aus n-dotierten Halbleiterbereichen, meist aus Galliumarsenid (GaAs), Galliumnitrid (GaN) oder Indiumphosphid (InP). Die Bereiche sind hintereinander angeordnet und unterschiedlich stark dotiert. Der größte Teil der Betriebsspannung (etwa 10 V) fällt über einer schmalen, schwach dotierten mittleren Schicht ab, die durch den Gunneffekt einen negativen differentiellen Widerstand zeigt: Die Elektronenbeweglichkeit nimmt mit steigender Feldstärke ab. Durch die damit verbundene Instabilität wandern Zonen geringer Elektronenbeweglichkeit und hoher Feldstärke durch diese Schicht.
Die Laufzeit und damit die erzeugte Frequenz hängt primär von den Abmessungen des Kristalls ab, kann aber durch den umgebenden Hohlraumresonator geringfügig verändert werden. Gunndioden können Frequenzen von 1,5 GHz bis ca. 200 GHz erzeugen (GaN bis 3 THz).
Die Effizienz eines Gunnoszillators ist höher als diejenige von Reflexklystrons und beträgt z. B. etwa 5 % im X-Band (Typ MG1008-15, 8…12 GHz). Die Leistung im kontinuierlichen Betrieb erreicht im K-Band noch etwa 400 mW, mit steigender Frequenz sinkt die erreichbare Ausgangsleistung von leistungsoptimierten Gunndioden ab und erreicht z. B. bei 90 GHz etwa 50 mW bei einer Effizienz von bis zu 2 %. Es gibt auch gepulste Gunnelemente und Stapel (stacks), um die Pulsleistung zu steigern. So werden beispielsweise bei 9,3 GHz 10 Watt erreicht (Typ MG1060-15, Pulsdauer 1 µs, duty cycle 1 %).
Ein Gunnoszillator besteht aus nur wenigen Bauteilen – dem Gunnelement und einem Schwingkreis. Dieser ist – genau genommen – nicht einmal erforderlich, er vermindert aber das Phasenrauschen und die spektrale Breite des erzeugten Signals und erleichtert die Auskopplung der Hochfrequenzenergie. Bei Frequenzen von einigen Terahertz ist kein Resonator mehr realisierbar, er wäre zu winzig.
Die rechts stehende Skizze zeigt schematisch einen mechanisch abstimmbaren Gunnoszillator in Hohlleitertechnik. Der Abstand des Kurzschlussschiebers wird so gewählt, dass die Gunndiode mit einem Parallelschwingkreis belastet wird, also etwa einem Viertel der Wellenlänge. Das Koppelloch zusammen mit der Abstimmschraube dienen zur Anpassung an den Wellenwiderstand des Hohlleiters.

## Funktion

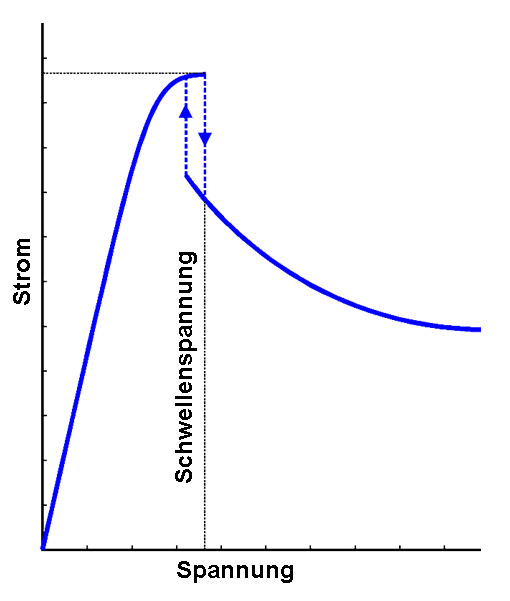
Kennlinie einer Gunndiode mit Hysterese

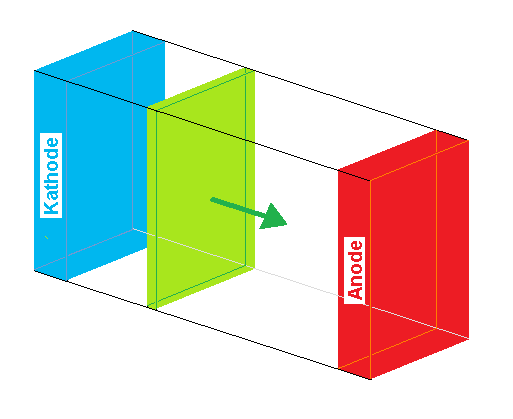
Schrägansicht des GaAs-Kristalls. Die grüne Scheibe ist die Zone erhöhter Feldstärke, die zur Anode wandert

Die Bandstruktur mancher Verbindungshalbleiter wie Galliumarsenid besteht aus drei Energiebändern. Dieses zusätzliche Band ist normalerweise frei von Leitungselektronen und isoliert deshalb. Führt man (bei der Gunndiode: durch Vergrößern der elektrischen Spannung) ausreichend Energie zu, können Elektronen die Bandlücke überwinden und aus dem Valenzband in dieses dritte Band angehoben werden, das dadurch elektrisch leitfähig wird.
Bei Spannungserhöhung erreichen immer mehr Elektronen des Valenzbandes die nötige Energie, um in das dritte Band zu springen. Dort ist aber die Driftgeschwindigkeit der Elektronen geringer als im Valenzband und der Strom sinkt. Auf diese Weise entsteht ein negativer differentieller Widerstand. Der leitfähige Bereich des dritten Bandes füllt aber nicht die gesamte Distanz (einige Mikrometer) zwischen Kathode und Anode aus, sondern bildet eine dünne „Scheibe“ parallel zur Kathodenfläche, die sich ablöst und mit bestimmter, materialabhängiger Geschwindigkeit zur Anode wandert. Bis zur Ankunft ist die Spannung zwischen Kathode und Anode verkleinert. Sobald die Scheibe die Anode erreicht, springt die Spannung wieder auf den vorhergehenden, höheren Wert und an der Kathode bildet sich die nächste Scheibe. Ein drastischer Vergleich wäre ein Maschinengewehr, bei dem sich nach jedem Anoden-Treffer spontan ein neuer Schuss an der Kathode bildet.
Es muss vermieden werden, dass sich die neuen Scheiben irgendwo zwischen Kathode und Anode bilden, weil dann aufeinanderfolgende Laufzeiten ungleich wären. Nur bei Verwendung des richtigen Kathodenmaterials entstehen alle neuen Scheiben unmittelbar am Kathodenanschluss und alle Lauflängen entsprechen dem Elektrodenabstand, wodurch die erzeugte Frequenz auch ohne externen Resonator konstant ist. Aus diesem Grund dürfen Anode und Kathode nicht vertauscht werden. Sobald sich eine Scheibe gebildet hat, sinkt die Spannung zwischen den Elektroden schlagartig, was die Bildung zusätzlicher Scheiben unterbindet.
Der Zusammenhang zwischen Leitfähigkeit und Feldstärke kann durch einen Vergleich mit einem mehrschichtigen Aufbau aus Metall- und Isolierplatten veranschaulicht werden: Wenn eine Scheibe den Strom gut leitet, ist die interne Feldstärke gering. Wenn eine Scheibe den Strom schlecht leitet, ist die interne Feldstärke hoch wie im Dielektrikum eines Kondensators. Im GaAs-Kristall ist der Leitfähigkeitsunterschied erheblich geringer, dafür können die Scheiben wandern.
Im unteren Bild stellt die grüne Scheibe die Zone verringerter Elektronenbeweglichkeit und erhöhter Feldstärke dar. Da diese Scheibe mit Elektronen "gefüllt" ist, wandert sie zur Anode. Sie ist umgeben von zwei Bereichen verringerter Feldstärke, in denen sich keine neuen Scheiben bilden können.

## Verwendung
Gunndioden sind relativ preiswert und werden in vielen Oszillatoren eingesetzt, falls einige Milliwatt ausreichen:
- Sender zur Mikrowellen-Datenübertragung
- Kleine Radargeräte (Dauerstrichradar) zur Zugangskontrolle, meist als Türöffner
- Für Radargeräte zur Abstandswarnung an Kraftfahrzeugen in der frühen Entwicklungsphase; später und Stand der Technik bei autonomen Fahrzeugen in Form von MMICs[6]
- Amateurfunksender
- Überlagerungsoszillator in LNBs zum Empfang von Satellitensignalen